# バーミヤーン州
バーミヤーン州（バーミヤーンしゅう、باميان Bāmiyān）は、アフガニスタンの34の州のうちの一州。発音の転訛により、「バーミアン」、「バーミアーン」、「バーミヤン」とも表記される。アフガニスタンのほぼ中央部に位置する。一帯はヒンドゥークシュ山脈の山中に位置する渓谷地帯で、東西に細長い盆地をなし、バーミヤーン渓谷と呼ばれる。
州の人口は387,300人（2006年の公式推計）。州都はバーミヤーン。バーミヤーンはアフガニスタンのハザーラジャートで最大の都市で、同地域に居住しているハザーラ系民族の文化の中心地である。
バーミヤーン渓谷のバーミヤーン市郊外には断崖に彫られた大仏で有名な仏教の石窟寺院遺跡が存在することでよく知られ、バーミヤーンと単に言った場合でも特にバーミヤーン遺跡を指すことが非常に多い。バーミヤーン遺跡は「バーミヤン渓谷の文化的景観と古代遺跡群」として、2003年にユネスコの世界遺産（文化遺産）に登録された。
また、美しい自然の景観でも知られ、同州西部にあるバンディ・アミール湖は多くの観光客を惹き付けている。

## 歴史
バーミヤーン市は古代から存続する都市で、1世紀からは郊外の断崖に北のバルフを都とするバクトリアによって仏教寺院が開削され始めた。バーミヤーン渓谷には通算で1000を超える石窟が掘られ、すぐれた仏教絵画が壁画として描かれた。
バーミヤーンの仏教遺跡の中では、4世紀から5世紀頃に彫られた高さ55mと38mの2体の大仏が有名で壁画が描かれた。バーミヤーンの仏教文化は繁栄をきわめ、200年後の630年に唐の仏僧玄奘がこの地を訪れたときにも依然として大仏は美しく装飾されて金色に光り輝き、僧院には数千人の僧が居住していたという。
その後、ムスリム（イスラム教徒）勢力の侵入がこの地にも及ぶようになり、次第に仏教徒の共同体は消滅していった。バーミヤーンのイスラム化が完了したのは9世紀頃だと言われている。
その後もバーミヤーンはヒンドゥークシュ山中の中継都市として政治的・経済的重要性を失わず繁栄し続けたが、13世紀にホラズム・シャー朝を壊滅させて中央アジアを席巻したモンゴル帝国の軍隊が、現在のアフガニスタン南部にあたるガズナにいたジャラールッディーン・メングベルディー率いるホラズム・シャーの残党を追ってヒンドゥークシュに攻め入ったとき、チンギス・ハーン自ら率いるモンゴル軍に攻略された。この戦闘中、チンギスの次男チャガタイの子、モエトゥケンがバーミヤーン側の放った矢にあたって戦死したため、愛孫の死に激怒したチンギス・ハーンによって全ての住民が殺害され、町は徹底的に破壊されたと言われる。これによって千年以上繁栄を続けてきたバーミヤーン市は全くの廃墟となってその後数百年にわたって人の住むことがなく、「呪われた町」と呼ばれる死の町であったとされる。
やがてハザーラ人が住み着くようになってバーミヤーンの町は再建され、18世紀にはドゥッラーニー朝（アフガニスタンの前身）の一部となった。アフガニスタンはバーミヤーン渓谷に、バーミヤーン州を置いた。アフガニスタン内戦が始まるとハザーラ人がパシュトゥーン人勢力と激しく衝突するに至り、1990年代後半には北部同盟に属するハザーラ人勢力とパシュトゥーン人のターリバーンとの激しい戦闘の最前線となった。
1998年、ターリバーンの攻勢の前にバーミヤーンは陥落し、2001年3月にはターリバーンはバーミヤーン遺跡の2体の大仏を破壊して国際的な非難を浴びた。しかし、同年の対テロ戦争をきっかけにしたアメリカのアフガニスタン侵攻を受けて11月11日にハザーラ人勢力が奪還した。

## 政治と治安状況
2013年8月現在の知事は、ハビーバ・サラービー（1956年生まれ）である。2005年にカルザイ大統領によって本州の知事に任命されたが、彼女はアフガニスタン初の女性知事である。民族的にはハザーラ人で、カルザイ政権の暫定行政機構下で女性省大臣を務めた（2002年6月～2004年10月）。
また2006年7月には、同州のアフガニスタン国家警察（ANP）に3名の女性が加わったが、これもアフガニスタンでは史上初であった。
2007年現在、バーミヤーン州には、ニュージーランドの平和維持軍が展開し、地方復興チーム（PRT）の活動を助けている。同州は、国内で最も安全な地域と見なされており、復興の進捗が著しい。